# Романцево (Любимский район)
Романцево — деревня в Любимском районе Ярославской области России.
С точки зрения административно-территориального устройства входит в состав Воскресенского сельского округа. С точки зрения муниципального устройства входит в состав Воскресенского сельского поселения.

## География
Находится в пределах центральной части Московской синеклизы Восточно-Европейской (Русской) платформы. До Любима — примерно 10,5 км.

### Климат
Климат характеризуется как умеренно-континентального климата с умеренно-теплым влажным летом, умеренно-холодной зимой и ярко выраженными сезонами весны и осени. Среднегодовая температура — +3,2°С. Средняя температура самого тёплого месяца (июля) — +18,2°С; самого холодного месяца (января) — −11,7°С. Абсолютный максимум температуры — +34°С; абсолютный минимум температуры — −35°С.

## История
В деревне работал колхоз им. М. Горького.

## Население
41 чел. (1989), 27 чел. (2002), 30 чел. (2007) , 21 чел. (2010).

### Национальный состав
Согласно результатам переписи 2002 года, в национальной структуре населения русские составляли 93 % от общей численности населения в 27 жителей.

## Достопримечательности
Поклонный крест (установлен 26 сентября 2020 года).

## Транспорт
Доступна деревня по автодороге 78 ОП МЗ Н-0315 «Вахромейка-Воскресенское-Слободка с подъездом к дер. Романцево» (Постановление Правительства Ярославской области от 12 марта 2008 г. N 83-п «Об утверждении перечней автомобильных дорог»).
Автодорога до Леонтьево и автобусная остановка.